# Ras Kass
Ras Kass, de son vrai nom John Austin, né le 26 septembre 1973 à Los Angeles, en Californie, est un rappeur et un producteur américain. Il fait partie du groupe The HRSMN (The Four Horsemen) avec Canibus, Killah Priest et Kurupt. Dans sa jeunesse, Ras Kass était un battle rappeur et un freestyleur, et il pratique encore cet art.
Il est surtout connu dans le monde de l'underground pour son très controversé premier album Soul on Ice (1996) qui est considéré par certains comme un classique. Ras Kass est également connu pour ses paroles qui traitent des origines du racisme (Nature of the Threat), de la drogue (principalement le crack) et de la pauvreté dans les ghettos, autant que pour ses nombreux jeux de mots, métaphores et autres figures de style.

## Biographie

### Jeunesse et débuts
Austin est né à Watts, en Californie, le 26 septembre 1973. En 1996, il devient père de deux jumeaux (Ras et Taj) avec la chanteuse de soul Teedra Moses,. L'artiste Barima « Bleu DaVinci » McKnight, du label Black Mafia Family Entertainment, est son cousin.
Ras Kass reprend son nom de l'empereur éthiopien Yohannes IV dont le nom est Ras Kassa Mircha. Ras Kass participe à la scène hip-hop avec son single Remain Anonymous. Avant sa signature au label Priority/EMI Records, Ras Kass participe à plusieurs albums et de freestyles sur des chaînes de radio. Il participe à la chanson Come Widdit de Sway and King Tech (feat. Ras Kass, Ahamad & Saafir) (Priority Records) et à (Wake Up Show Anthem ’94 (feat. Ras Kass, Nas, Lauryn Hill, Chino XL, Organized Konfusion & Saafir), et Riiot de Chino XL.

### Soul on IceetRasassination
Jeune, Austin s'inspire du hip-hop et d'artistes comme Ice Cube, Rakim, Scarface, et KRS-One. Son premier album, Soul on Ice, est publié en 1996. Également inspiré de l'écrivain Eldridge Cleaver, Ras publie des titres radicaux comme Ordo Abchao et Nature of the Threat. L'album est publié au label Priority Records, et suit du deuxième album, Rasassination, qui fait participer Easy Mo Bee, RZA, Twista, Xzibit, Mack 10 et Dr. Dre. Le premier single Ghetto Fabulous fait participer Dre et Mack 10. L'album est bien accueilli, puis suivi d'un troisième album, intitulé Van Gogh.

### Priority,Van GoghetGoldyn Chyld
Pendant l'enregistrement du troisième album de Ras, Van Gogh, le label Priority Records fusionne avec Capitol Records, qui acquiert le contrat du rappeur et les droits sur ses chansons. Ras fait participer DJ Premier, Hi-Tek, et Dr. Dre, Rockwilder et Battlecat. Des tensions surviennent durant la ré-enregistrement de l'album, à cause de restrictions budgétaires et un manque de promotion.
Ras Kass s'implique également dans le groupe The HRSMN, parfois appelé 4 Hrsmn, aux côtés de Kurupt (de Tha Dogg Pound), Killah Priest, et Canibus. L'album The Horsemen Project est publié en 2003, sans aucune suite. Après la finalisation de son album, le MC et Priority tombent en désaccord concernant le premier single de la liste des titres. Goldyn Chyld, produit par DJ Premier, devait être le premier single de l'album, mais les exécutifs de Priority décident d'apposer The Whoop, produit par Dr. Dre, contre le gré de Ras Kass et Dr. Dre. Pendant la finalisation de Goldyn Chyld, Kass est renvoyé en Californie, appréhendé pour conduite en état d'ébriété, et condamné à de la prison. Deux semaines avant d'effectuer sa peine, Priority l'informe de sa décision de ne pas inclure Goldyn Chyld. Fugitif, Ras enregistre quelques chansons dans son studio et se rend finalement à la police. Pendant cette période, il entre en conflit avec le producteur The Alchemist, qui aurait produit un beat à Ras qu'il aurait ensuite revendu à Jadakiss, pour sa chanson We Gon' Make It.

### Incarcération etInstitutionalized I and II
Après avoir purgé 19 mois en prison, Ras Kass enregistre l'album Institutionalized et tente de se détacher du label Priority/Capitol Records. Bien qu'initialement prévue comme album, elle est publiée comme mixtape générant un buzz modéré au label Priority. Il publie ensuite deux nouvelles mixtapes en 2006, Revenge of the Spit et Eat or Die, et entre en conflit avec le rappeur de la G-Unit The Game pour avoir insulté le fils du rappeur lors d'un freestyle. En octobre 2007, Kass met finalement un terme à son contrat avec Priority. Cependant, sur le point de signer un nouveau contrat avec Def Jam ou G-Unit Records selon les rumeurs, il est de nouveau incarcéré après son passage au BET Awards. À cette période, il publie son album Institutionalized au label Babygrande Records. Après presque deux ans d'incarcération, Ras Kass est libéré de prison en mai 2009.
Ras Kass parle de son séjour en prison dans le documentaire Rhyme and Punishment sorti en 2011.

### DeThe QuarterlyàSave the Ras Kass
Ras Kass révèle la sortie d'un nouvel album intitulé The Quarterly. À l'origine prévu pour être achevé le premier trimestre 2009, il contient les titres Hip-Hop Weekly de Crooked I et Month of Madness de freeway. The Quarterly est publié le 23 novembre 2009 sur www.raskass-central.com et contient dix-neuf titres qui font participer Killah Priest, Mistah F.A.B. et Krondon de Strong Arm Steady, ainsi que Pete Rock et Veterano à la production.

### Barmageddon
En novembre 2012, Ras Kass avoir changé de nom de son nouvel album de P.U.M.A. (Pushin Underground Music Always) en Barmageddon, qui est publié le 12 février 2013. L'album fait participer Kendrick Lamar, MK Asante, Bishop Lamont, Ice T, Too Short, et Talib Kweli.

## Discographie

### Albums studio
- 1996 : Soul on Ice
- 1998 : Rasassination
- 2005 : Institutionalized
- 2008 : Institutionalized Volume 2
- 2016 : Intellectual Property: SOI2

### EP
- 2016 : Lyrical Hiphop Is Dead[16]

### Compilations
- 2003 : Re-Up the Compilation

### Albums collaboratifs
- 2010 : A.D.I.D.A.S. (All Day I Dream About Spittin) (avec DJ Rhettmatic)
- 2014 : Blasphemy[17] (avec Apollo Brown)
- 2015 : Breakfast at Banksy's[18] (avec Jack Splash sous le nom Semi Hendrix)

### Mixtapes
- 2006 : Revenge of the Spit
- 2006 : Eat or Die
- 2007 : Chinese Graffiti (avec Jay 211 et Namebrand)
- 2009 : Quarterly
- 2012 : Spit No Evil (avec Dr. Hollywood)
- 2013 : Barmageddon